# Kościół św. Katarzyny w Cięcinie
Kościół św. Katarzyny w Cięcinie – kościół w Cięcinie, wybudowany w swej najstarszej części w 1542. Należy do parafii św. Katarzyny w Cięcinie. Kościół ten zaliczany jest do zabytków kościelnego budownictwa drewnianego typu śląsko-małopolskiego. Jego patronką jest św. Katarzyna Aleksandryjska z Egiptu.
Kościół znajduje się na Szlaku Architektury Drewnianej województwa śląskiego w pętli beskidzkiej.

## Historia
Kościół w Cięcinie wymieniony został już w 1358 w dokumencie poboru świętopietrza. Nie wiadomo, czy dotyczy to kościółka na obecnym miejscu. Wzmianka o początkach kościoła w Cięcinie pojawia się w Dziejopisie żywieckim Andrzeja Komonieckiego.
Obecny kościół w swej najstarszej części wzniesiony został w 1542 przez Krzysztofa Komorowskiego, jako kaplica filialna kościoła w Radziechowach.
Kolejnym ważnym okresem w dziejach kościoła Św. Katarzyny są lata 1666–1667, kiedy to staraniem plebana radziechowskiego ks. Stanisława Kaszkowica został znacznie rozbudowany przez powiększenie nawy i dostawienie wieży. Wydarzenie to zostało odnotowane pod datą 1666 roku w Dziejopisie Andrzeja Komonieckiego: Tegoż roku kościół Św. Katarzyny we wsi Cięcinie przyczyniony jest i z dzwonnicą nową zbudowany staraniem Jego Mości księdza Stanisław Kaszkowicza, dziekana i proboszcza żywieckiego, a plebana radziechowskiego natenczas.
Kościół św. Katarzyny do 1789 funkcjonował jako filia kościoła parafialnego w Radziechowach. Pierwszym proboszczem parafii powstałej w Cięcinie został ks. Marceli Stupecki. Przez kilkadziesiąt lat w budynku kościelnym nie dokonywano żadnych zmian, dalsza rozbudowa nastąpiła w latach 1857–1893 według projektu Karola Pietschki z 1853, kiedy dobudowano nową zakrystię i skarbiec-oratorium.
W 1893, kiedy proboszczem był ks. Władysław Dobrzański, rozpoczął się kolejny etap rozbudowy kościoła. Pracami kierował Robert Fussgänger, budowniczy z Żywca. Dokonano wtedy wydłużenia nawy i przesunięcia całej konstrukcji wieży na walcach ku zachodowi. W tym samym roku zbudowano nowy babiniec i nową wieżyczkę na sygnaturkę.
W rok później, czyli w 1894, dobudowano mały przedsionek przylegający do babińca.
W 1895 budowlę powiększono o kaplicę św. Franciszka z Asyżu, dopiero w 1928 dobudowano do niej przedsionek.
W 1896 Antoni Stopka, artysta z Makowa Podhalańskiego, wykonał malunki ścienne i stropowe. Kilkanaście lat później, w 1909 dach kościoła pokryto eternitem w miejsce starego pokrycia gontowego. W 1925 został zaprojektowany obecny hełm wieży. Projektantem był krakowski architekt Wacław Krzyżanowski, gdyż poprzednia wieża z 1893 okazała się nieproporcjonalna w stosunku do wymiarów znacznie powiększonego kościoła. Realizacja projektu nastąpiła dopiero w 1932, kiedy wieżę podwyższono o prawie 7 m.
Po 1932 prowadzono jedynie bieżące prace remontowe. Do ważniejszych zaliczyć należy odnowienie wnętrza kościoła w latach 1949–1951, kiedy proboszczem był ks. Jan Bryndza. Wykonano wówczas malowanie ścian i sufitu oraz renowację ołtarzy i obrazów (złocenia i polichromia). W tym samym okresie wymieniono dolne belki ścian. Działania zabezpieczające budowlę kontynuowano na początku lat sześćdziesiątych wykonując podmurówkę z kamienia pod zapadające się ściany zewnętrzne oraz wzmacniając je dwoma filarami z cegły.
W latach 1990–1992 poczyniono szereg przedsięwzięć służących poprawie stanu technicznego budynku. Pomimo wykonania tych prac kościół wymaga jeszcze wielu działań remontowo konserwatorskich służących utrzymaniu go w stanie używalności.
Jesienią 2010 r. wymienione zostało pokrycie dachu. Stare płyty eternitowe zastąpiono modrzewiowym gontem łupanym. Każdy gont wykonany został starą metodą, zgodnie z którą nie był on cięty mechanicznie, a wycinany ręcznie wzdłuż słojów drewna. Na przykrycie świątyni zużyto ok. 2,4 tys. m² gontu. Koszt remontu wyniósł ok. pół miliona zł. Na remont parafia wraz z gminą Węgierska Górka uzyskały dofinansowanie w wysokości prawie 300 tys. zł z budżetu województwa śląskiego.

## Architektura i wnętrze
Kościół jest orientowany, konstrukcji zrębowej, wieża ma konstrukcję słupową.
Rzut budynku składa się z krótkiego prezbiterium zamkniętego trójbocznie, wydłużonej nawy i wieży od zachodu. Od północy przy prezbiterium i węższej części nawy dobudowana jest piętrowa zakrystia i babiniec z małym przedsionkiem, od południa przy węższej części prezbiterium stoi kaplica św. Franciszka z Asyżu.
W prezbiterium znajduje się pozorne sklepienie kolebkowe z 1884. Wyposażenie wnętrza jest barokowe. Znajdują się w nim liczne ołtarze. Ołtarz główny poświęcony jest św. Katarzynie Aleksandryjskiej. Nieznane jest jego pochodzenie, autorstwo wykonania, ani też fundacja. Przypuszcza się, że najstarsze elementy mogą mieć związek z przebudową kościoła w latach 1665–1666. Był wielokrotnie poddawany zabiegom renowacyjnym, chroniącym go przed niekorzystnym poziomem wilgoci w kościele. Ołtarz nie miał jednak większych przebudów, które zmieniłyby jego wygląd. W związku z tym jego dzisiejszy kształt może mieć cechy tego z XVII wieku.
W węższej części nawy znajduje się ołtarz Najświętszej Maryi Panny Częstochowskiej.
Ołtarz św. Anny jest umieszczony po prawej stronie, w szerszej części nawy kościoła. Ołtarz pod wezwaniem św. Anny ma również swą interesującą historię. Pochodzenie jego i ołtarza Najświętszego Serca Pana Jezusa wiąże się z rozbudową kościoła w latach 1655–1657. Również budową i stylem jest bliźniaczo podobny do ołtarza Serca Pana Jezusa, co świadczy, że pochodzą one z jednego okresu. Nieznany jest twórca tego sakralnego dzieła ani jego fundator. Ołtarz św. Anny podobnie jak i inne z kościoła św. Katarzyny jest wykonany z drewna polichromowanego. Dolna część ołtarza, czyli mensa o kształcie wypukłym, ułożona jest na dwóch gradusach (stopniach) i otoczona żeliwnymi balaskami odlanymi w hucie w Węgierskiej Górce. Na mensie stoi dwupoziomowa nastawa, której węższa część dolna zwie się predellą. Ta część ołtarza często miała zastosowanie w budowie ołtarzy gotyckich. Stąd przypuszczenia, że ołtarze Serca Pana Jezusa i św. Anny mają pewne cechy z epok przedbarokowych. Ołtarz Najświętszego Serca Pana Jezusa, zwany wcześniej Przemienienia Pańskiego, pochodzi z czasu pierwszej rozbudowy kościoła w 1655. Mimo pochodzenia z okresu barokowego, co potwierdza jego budowa i zdobnictwo, ma również elementy klasycyzujące, które mogły być wprowadzane w czasie jednej z renowacji.
W bocznej kaplicy kościoła znajduje się ołtarz poświęcony założycielowi zgromadzenia franciszkanów św. Franciszkowi z Asyżu. Drewniany ołtarz, pokryty polichromią, nawiązuje do epoki klasycyzmu. W niszy nastawy ołtarzowej znajduje się płaskorzeźba przedstawiająca Biedaczynę z Asyżu, a w zwieńczeniu, w owalnym medalionie, płaskorzeźba z przedstawieniem Małgorzaty Marii Alacoque.
Zachowała się także barokowa ambona, organy i krucyfiks. Kamienną chrzcielnicę z 1705 przykrywa ażurowa pokrywa drewniana, przedstawiająca cztery delfiny podtrzymujące kopułkę z gołębicą na szczycie. Najcenniejsze obrazy z wyposażenia kościoła to Zwiastowanie Anielskie z XV w. i Święta Rozmowa (Santa Conversazione – Matka Boska ze Świętymi) z początku XVI w. Obrazy te zostały przeniesione w 1913 do Muzeum Narodowego w Krakowie. Trzeci obraz to Święta Katarzyna z przełomu XV i XVI w. (od 1903 znajduje się w Muzeum Archidiecezjalnym w Krakowie).

## Galeria

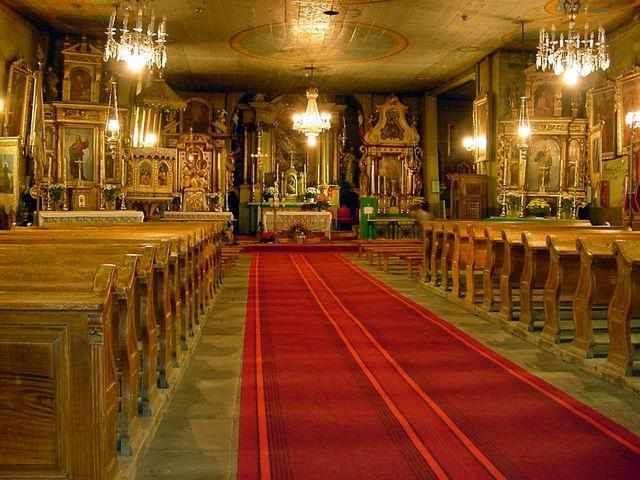
Wnętrze
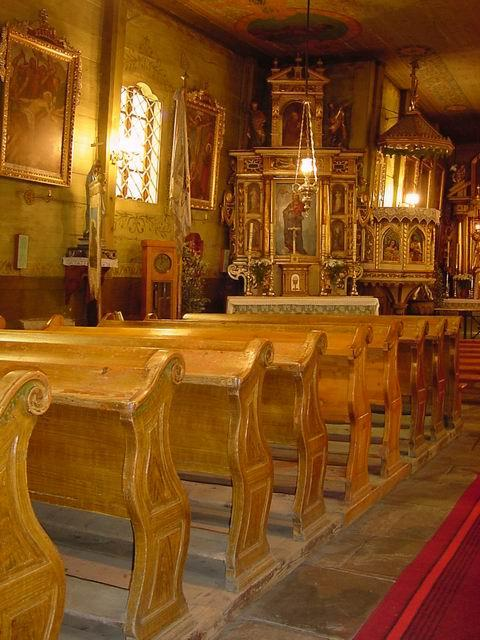
Ołtarz Najświętszego Serca Pana Jezusa w nawie bocznej
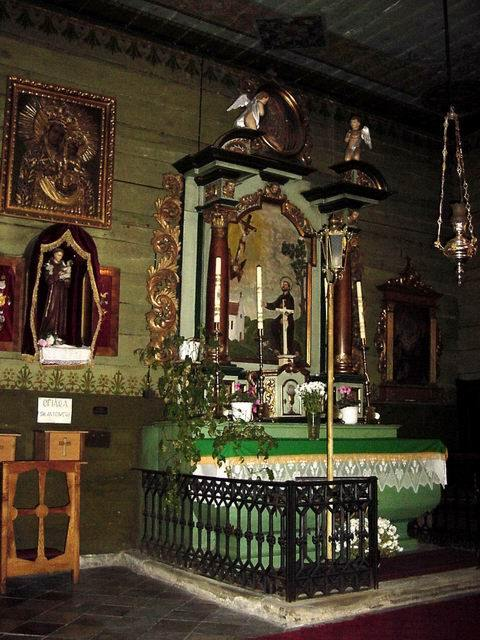
Kaplica św. Franciszka z Asyżu
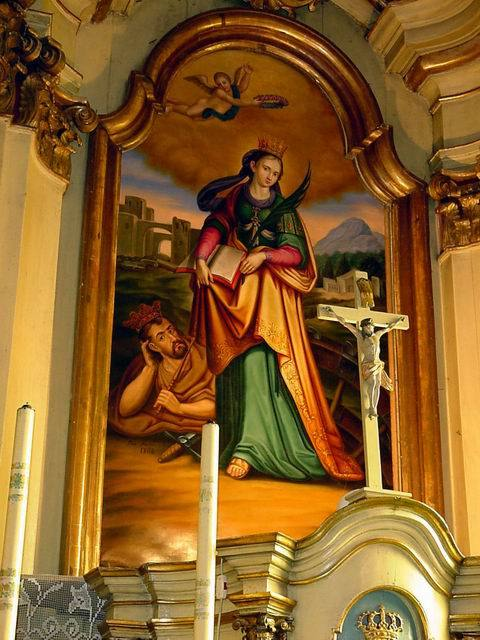
Obraz św. Katarzyny Aleksandryjskiej w ołtarzu głównym